# Gustav Machatý
Gustav Machatý (ur. 9 maja 1901 w Pradze, zm. 14 grudnia 1963 w Monachium) – czeski reżyser i scenarzysta filmowy, okazjonalnie również aktor.

## Życiorys
Urodził się 9 maja 1901 roku w Pradze. Pracował jako taper i rekwizytor. W 1919 roku wyreżyserował pierwszy film Teddy chce palić. W latach 1921–1924 był asystentem na planie filmu Davida Warka Griffitha i Ericha von Stroheima. W latach 1938–1945 kręcił filmy w Hollywood. Zmarł w Monachium w wieku 62 lat.

## Filmografia

### Reżyser
- 1929 – Erotikon[1]
- 1932 – Ekstaza[1]
- 1937 – Madame X
- 1937 – Pani Walewska
- 1939 – Within the Law
- 1945 – Jealousy

### Scenarzysta
- 1929 – Erotikon
- 1933 – Ekstaza
- 1945 – Jealousy